# Nohant-en-Graçay
Nohant-en-Graçay é uma comuna francesa na região administrativa do Centro, no departamento Cher. Estende-se por uma área de 24,67 km². Em 2010 a comuna tinha 305 habitantes (densidade: 12,4 hab./km²).